# Strijkkwartet (Alnaes)
Eyvind Alnæs voltooide zijn enige Strijkkwartet in 1892.
Het is een van de eerste muzikale voetsporen die Alnæs in de muziekgeschiedenis achterliet. Er is een privéuitvoering bekend uit 1891 en een publieke uitvoering in april 1892. Daarna verdween het werk bijna voorgoed in de kast. De manuscripten zijn teruggevonden en ter bezichtiging in de Staatbibliotheek van Noorwegen.
Het werk bestaat uit vier delen, de klassieke opbouw:
1. Allegro
2. Andante quasi adagio
3. Allegretto scherzando
4. Allegro